# Campionato bulgaro di football americano
Il campionato bulgaro di football americano è una competizione che riunisce l'élite dei club bulgari di football americano dal 2018.
Questa competizione si disputa con una stagione regolare con gironi all'italiana, seguita dai play-off e dalla finale, denominata Bulbowl.

## Formato
Il campionato attuale è disputato in singola categoria.
Il gioco  si basa sul regolamento della NCAA.

## Stagione 2019
| - Blagoevgrad Griffins - Sofia Bulldozers - Sofia Knights |

## Finali

### Bulbowl
| Data               | Finale                 | Vincitore        | Punteggio            | Finalista        |
| ------------------ | ---------------------- | ---------------- | -------------------- | ---------------- |
| 2018 (11 novembre) | Bulbowl I              | Sofia Bears      | 19-6                 | Sofia Bulldozers |
| 2019               |                        | Sofia Bulldozers | Vincitori del girone |                  |
| 2020               | Stagione non disputata |                  |                      |                  |
| 2021               | Bulbowl II             | Sofia Knights    | 20-6                 | Sofia Bears      |

## Squadre per numero di campionati vinti
Le tabelle seguenti mostrano le squadre ordinate per numero di campionati vinti.

### Bulbowl
|   | Squadra          | Anni |
| - | ---------------- | ---- |
| 1 | Sofia Knights    | 2021 |
| 1 | Sofia Bulldozers | 2019 |
| 1 | Sofia Bears      | 2018 |